# Patacho

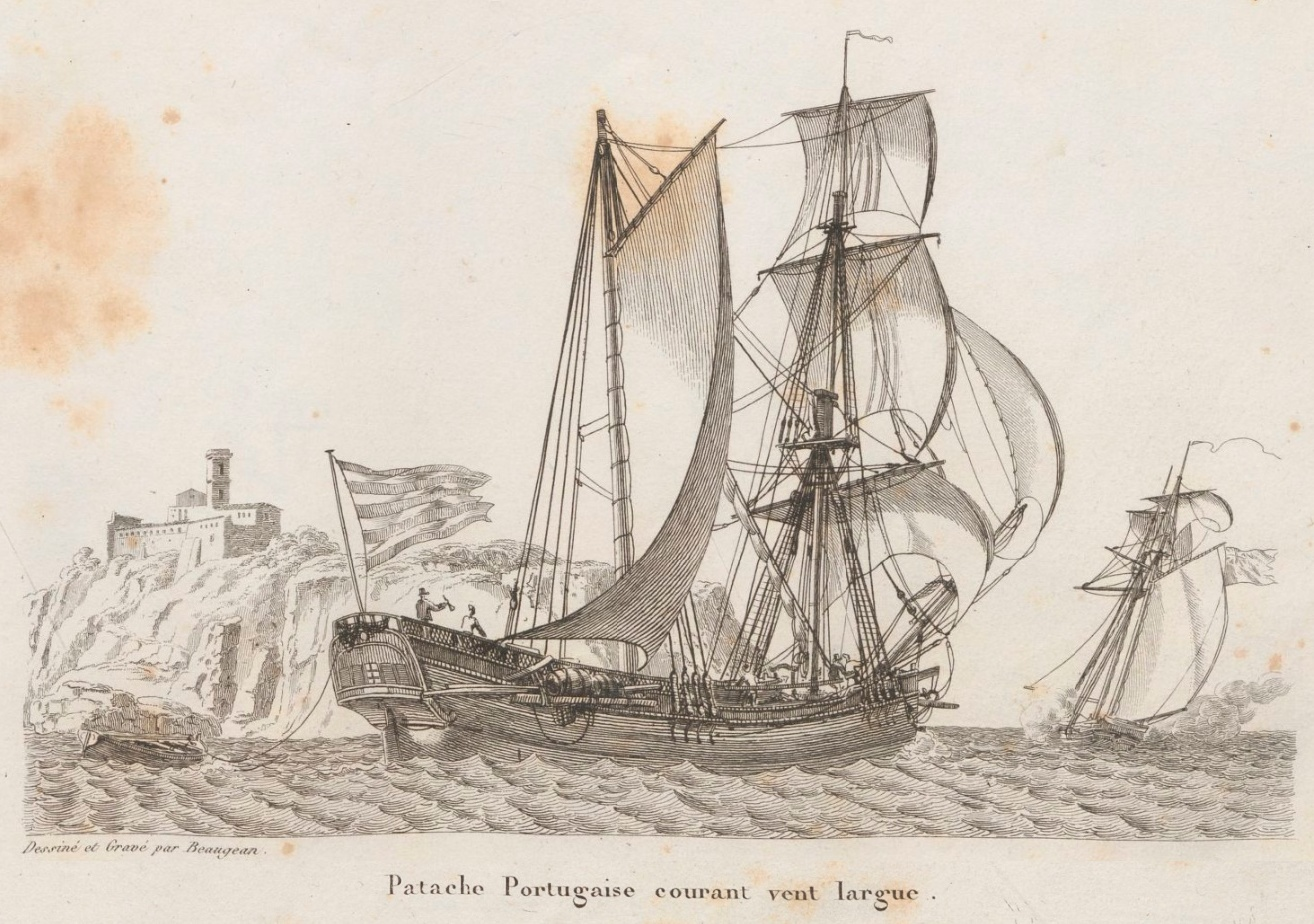
Patacho português, no início do século XX.

Patacho é um barco à vela de dois mastros, tendo na proa uma vela redonda e na popa uma do tipo latina.
Começou a ser utilizado no final do século XVI. Com deslocamento variando entre 40 e 100 toneladas, o barco era utilizado para o transporte de cargas e reconhecimento.

## História
Foi utilizado, principalmente, pela Armada Espanhola nos séculos XV, XVI, XVII e XVIIII para a proteção e monitoramento dos territórios do império espanhol no exterior. Pelo seu pouco peso e elevada velocidade de movimento foi utilizado por piratas espanhóis e holandeses para atacar navios comerciais.